# Powstanie czortkowskie
Powstanie czortkowskie – polski, lokalny zryw wyzwoleńczy, do którego doszło w nocy z 21 na 22 stycznia 1940 roku w okupowanym przez Sowietów Czortkowie. Powstanie czortkowskie było pierwszym antysowieckim zbrojnym zrywem Polaków w okresie II wojny światowej.
Okoliczna polska ludność, represjonowana od chwili wkroczenia wojsk sowieckich, już w październiku 1939 roku zawiązała konspiracyjną organizację Stronnictwo Narodowe, której celem miała być walka z wrogiem i sabotaż. Założycielami jej byli: Tadeusz Bańkowski, Henryk Kamiński i Heweliusz Malawski. Do organizatorów konspiracji należał nauczyciel gimnazjalny i harcmistrz Józef Opacki. Na rocznicę wybuchu powstania styczniowego zaplanowano akcję zbrojną – atak na sowiecki garnizon w Czortkowie, osłabiony wyjazdem dużej części żołnierzy na front fiński.
W niedzielę z 21 na 22 stycznia ok. godz. 20:00 w kościele oo. Dominikanów spotkało się około 200 konspiratorów, których podzielono na cztery grupy, które miały oddzielne zadania: pierwsza – opanować koszary główne, druga – koszary dolne i więzienie, trzecia – miasto, a czwarta stację kolejową. Członkowie organizacji, którzy nie brali udziału w spotkaniu w kościele, mieli przyjść przed obiekty przeznaczone do opanowania. Z powodu mrozu i obfitych opadów śniegu na miejsce zbiórki nie zdołało dotrzeć wielu konspiratorów z odleglejszych miejscowości. Celem ataku miało być odbicie więźniów, opanowanie dworca kolejowego i przedostanie się zdobytym pociągiem przez Zaleszczyki do Rumunii.
Około godz. 21:30 ośmioosobowa grupa przystąpiła do ataku na szpital. Mimo że spośród nich tylko dwóch było uzbrojonych w broń palną, po krótkiej walce udało się, wykorzystując zaskoczenie, rozbroić wartę i zająć budynek. Równolegle z atakiem na szpital podjęła działania licząca ponad 40 osób grupa por. Janusza Kowalskiego. Jej członkowie zostali podzieleni na dwie podgrupy dowodzone przez plut. Stanisława Skowronka i pchor. Jerzego Kolouszka. Atakujący spodziewali się zdobyć więcej broni, której następnie miano użyć w celu opanowania reszty miasta. Ruszając do ataku, byli uzbrojeni w kilka sztuk broni krótkiej, noże, szable i bagnety. W pierwszej fazie udało im się opanować bez wystrzału jedną z koszarowych bram, jednak pilnujący innego wejścia strażnik nie dał się zaskoczyć i otworzył ogień, co zaalarmowało żołnierzy stacjonujących w koszarach. Członkowie grupy przeznaczonej do opanowania koszar rozproszyli się i stracili ze sobą łączność. Atak na koszary zakończył się niepowodzeniem. Sowieci stracili jednego zabitego i jednego rannego oraz dwa karabiny. Grupa wyznaczona do zajęcia urzędu pocztowo-telegraficznego została zaskoczona przez grupę Sowietów i rozbiegła się bez podejmowania walki. Siły dowodzone przez Edwarda Prażanowskiego, przeznaczone do opanowania stacji kolejowej i ochraniającej jednostki NKWD, rozproszyły się po tym, jak Prażanowski w towarzystwie kilku podkomendnych natknęli się na patrol żołnierzy sowieckich. Niedoszli powstańcy wycofali się i rozeszli do domów. W tej sytuacji do akcji nie przystąpili również ci konspiratorzy, którym nie udało dostać się na miejsce zbiórki. Do walki nie zdołali się też włączyć konspiratorzy wyznaczeni do opanowania górnych koszar, siedziby NKWD, posterunku milicji i budynku sądu. Łączne straty sowieckie wyniosły 3 zabitych i 2 rannych żołnierzy Armii Czerwonej.
Dowództwo sowieckie szybko zaalarmowało stacjonujące w mieście siły. Przez całą noc poszukiwano osób biorących udział w nocnym ataku. Nad ranem z Kopyczyniec przyjechał pociąg pancerny z żołnierzami Armii Czerwonej, którzy od razu przystąpili do przeczesywania miasta i aresztowania podejrzanych. Część konspiratorów została aresztowana, zanim dotarła do domów. Wielu innych zatrzymano w ciągu najbliższych kilku dni. Bezpośrednio po wydarzeniach z nocy z 21 na 22 stycznia uwięzionych zostało 128 ludzi, z których 91 przyznało się do winy. Wśród aresztowanych byli m.in. prawie wszyscy chłopcy – licealiści narodowości polskiej.
Na miejsce wydarzeń przybyli wysocy dygnitarze z NKWD – Iwan Sierow i Wsiewołod Mierkułow, szczegółowo byli informowani także Ławrientij Beria, a nawet sam Stalin. Radykalne działania podjęte przez Sowietów doprowadziły w dwóch dniach – 22 i 23 marca 1940 roku – do aresztowania 242 osób, natomiast do 25 kwietnia 1940 aresztowano aż 540 podejrzanych o uczestnictwo w polskim podziemiu, głównie byli to członkowie Związku Walki Zbrojnej (ZWZ). Więźniowie byli szczegółowo przesłuchiwani i torturowani.
Co najmniej 21 osób z tych, które przeżyły śledztwo zostało skazanych na karę śmierci. 55 osób skazano na długoletni pobyt w łagrach, ale na mocy układu Sikorski-Majski odzyskały one wolność w sierpniu i wrześniu 1941 roku.
W 2005 roku w Krakowie dzięki m.in. inicjatywie Stanisława M. Jankowskiego zorganizowano wystawę „Powstańczy zryw w Czortkowie w 1940” poświęconą powstaniu czortkowskiemu. Udział w niej wzięli żyjący powstańcy, mieszkańcy dawnego polskiego Czortkowa, oraz sympatycy ziemi czortkowskiej, którzy zjechali do Krakowa z całej Polski i różnych zakątków świata. Wystawę otworzył ówczesny prezes IPN dr hab. Janusz Kurtyka.
Do 2012 roku krakowski oddział IPN prowadził śledztwo w sprawie powstania i represji, którymi objęto jego uczestników.